# Heterothyonidae
De Heterothyonidae zijn een familie van zeekomkommers uit de orde Dendrochirotida.

## Geslachten
- Heterothyone Panning, 1949